# خریف

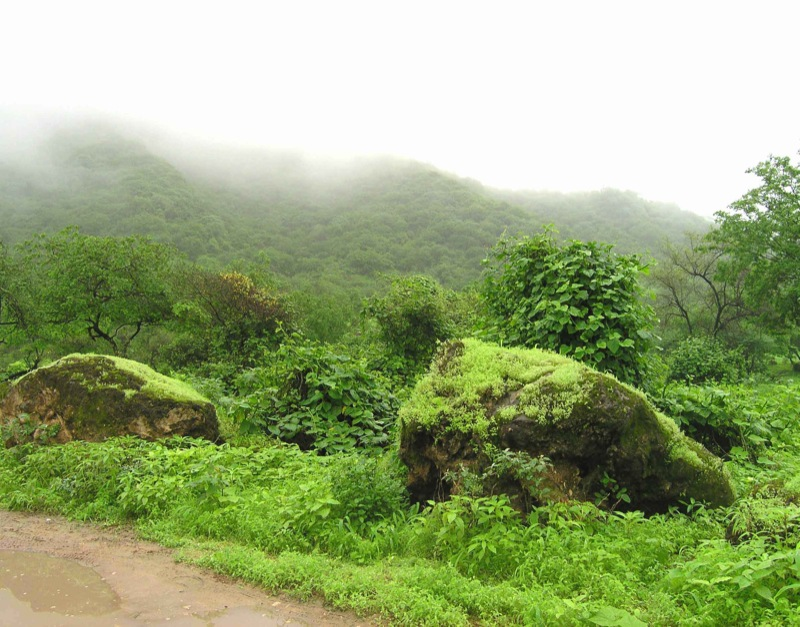
در طول خریف, کوهستان ظفار در پیرامون صلاله و ناحیه حوف بارانی و پوشیده در مه هستند.

خریف (عربی: خَرِیْف، آوانگاری: خَرِیْف) به‌معنای پاییز، اصطلاحی در گویش‌های عربی است که در عمان، جنوب شرقی یمن، جنوب غربی عربستان سعودی و سودان برای اشاره به بادهای موسمی جنوب شرقی به‌کار می‌رود. این بادهای موسمی استان ظفار و استان مهره را از حدود ژوئن تا اوایل سپتامبر تحت تأثیر قرار می‌دهند. هر ساله در این ماه‌های میانی سال، فراچاهش کافی آب سرد در آب‌های نزدیک به ساحل دریای عرب روی داده و باعث می‌شود تا سطح دریا در دماهای پایین تا میانه‌های بیست درجه سلسیوس نگه داشته شود، در حالی که در مناطق دور فراساحلی، دمای بالاتر از ۲۰ درجه سلسیوس غالب است. هوای مرطوب و گرمی که از بخش مرکزی دریای عرب به‌سمت خشکی می‌وزد از روی این آب سردتر گذر کرده و تا حد تراکم مه و بارندگی، سرد می‌شود. شهرهایی مانند صلاله برای تأمین آب خود به خریف وابسته هستند. جشن سالانه خریف در صلاله برای جشن گرفتن باران‌های موسمی و جذب گردشگران برگزار می‌شود.
بادهای خریف باعث ایجاد زیستگاه بوم‌شناختی منحصر به‌فردی در امتداد ساحل شده که به نام بیابان مه ساحلی شبه‌جزیره عربستان شناخته می‌شود.